# شحرور أصحر الكتف
شحرور أصحر الكتف (الاسم العلمي: Agelaius humeralis) (بالإنجليزية: Tawny-shouldered Blackbird)‏ هو نوع من الطيور يتبع جنس الشحرور السربي من فصيلة الصفراويات.